# مؤسسه ملی علوم بهداشت محیط

موسسه ملی علوم بهداشت محیط زیست ایالات متحده آمریکا (به انگلیسی: National Institute of Environmental Health Sciences) مشهور به NIEHS، یکی از اعضای موسسات ملی بهداشت ایالات متحده آمریکا (مشهور به NIH) می‌باشد.
وظیفه این مرکز فدرال رهبری و نظارت بر تحقیقات علوم و فناوری در حیطه محیط زیست و علوم وابسته می‌باشد.
دفاتر این موسسه که در سال ۱۹۶۶ تأسیس شد در ایالت کارولینای شمالی واقع گردیده است.

## جستارهای مربوط
- انجمن قلب آمریکا

## وب‌گاه رسمی
- وبگاه رسمی